# Igreja Reformada Evangélica na Letônia
A Igreja Reformada Evangélica na Letônia (IREL), é uma denominação reformada na Letônia, reestabelecida em 1992, por missionários da Igreja Presbiteriana na América, com base em uma comunidade reformada existente em Riga desde 1733.

## História

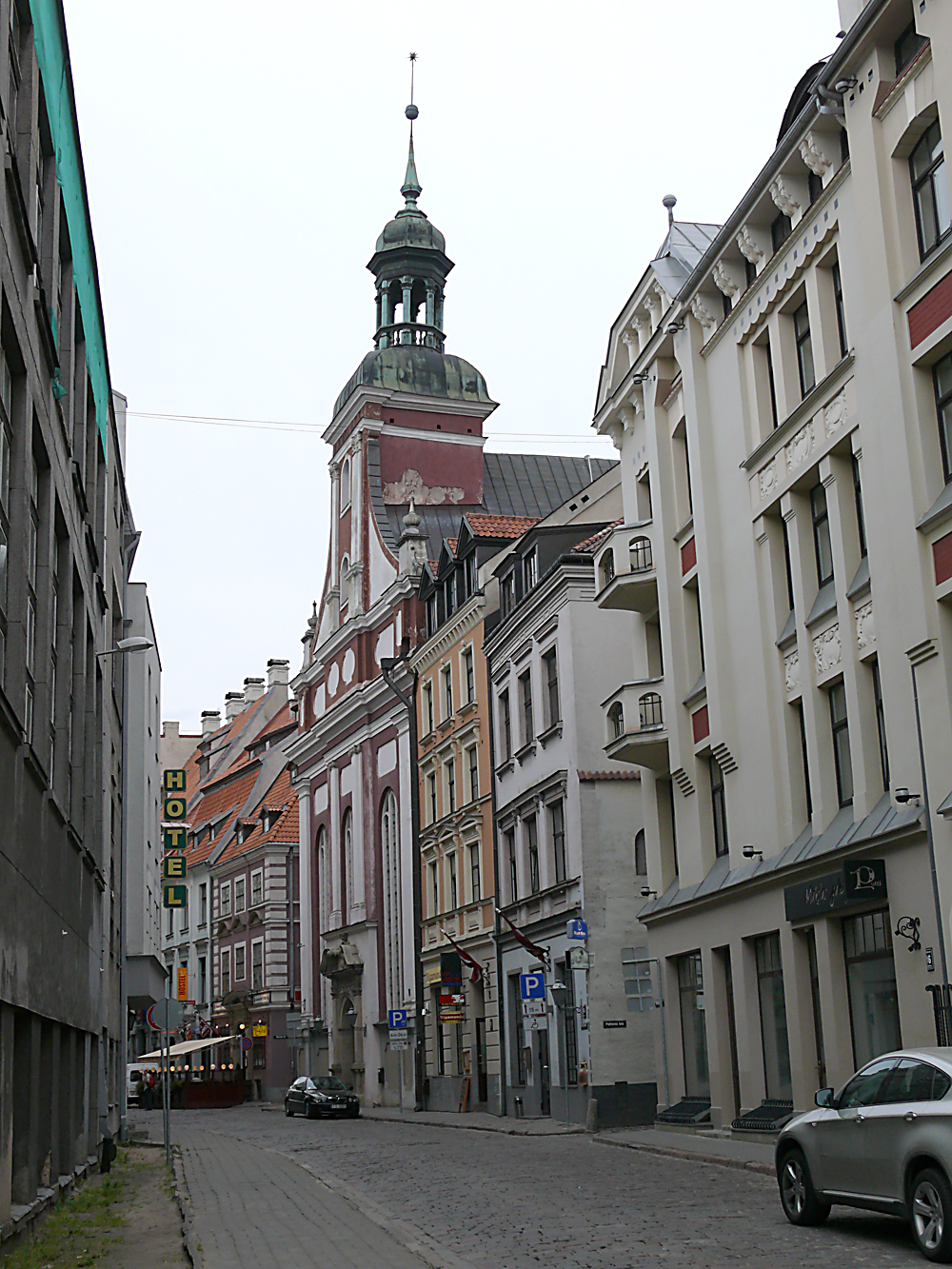
Igreja Reformada de Riga.

A Fé Reformada se espalhou na Letônia no Século XVI, de forma que várias congregações reformadas foram estabelecidas ao longo das rotas usadas por ingleses, holandeses, franceses e suíços que faziam negócios entre Copenhague e a Letônia.
Em 1733, foi construída, por comerciantes alemães, uma igreja reformada em Riga. Até a Segunda Guerra Mundial, a igreja era predominantemente de origem alemã. Em 1938 ainda havia cerca de 1.000 membros, incluindo os que viviam em Mitau e um grupo de lituanos. Quando em 1939 ocorreu a repatriação alemã, a maioria da congregação deixou a Letônia e os prédios da igreja foram entregues à Igreja Evangélica Luterana da Letônia. 
Após a Segunda Guerra Mundial, em 10 de dezembro de 1949, a congregação reformada juntou-se à Igreja Evangélica dos Irmãos e à Comunidade Evangélica de Belém. Uma nova igreja foi formada, denominada Comunidade Evangélica Reformada-Irmãos foi formada (Evangeliska Reformatu-Braju Draudze). Em 1964 o estado assumiu o prédio e o transformou em um estúdio de som. 
Em 1992, missionários da Igreja Presbiteriana na América iniciaram o trabalho em Riga, objetivando o reestabelecimento de uma comunidade reformada na cidade. O antigo edifício da igreja reformada na cidade foi devolvido à igreja em dezembro de 1993 e rededicado em 15 de maio de 1994. Desde então, outras duas igrejas foram plantados pelo pastor Alvis Sauka, que também coordena um seminário que forma novos pastores para a região.

## Doutrina
A denominação subscreve o Credo dos Apóstolos, o Credo Niceno-Constantinopolitano, o Credo de Atanásio, o Catecismo de Heidelberg, a Confissão de Fé de Westminster e os Cânones de Dort.

## Relações intereclesiásticas
A denominação tem relações com as Igrejas Reformadas Unidas na América do Norte